# Brown County, Minnesota
Brown County är ett administrativt område i delstaten Minnesota i USA, med 25 893 invånare. Den administrativa huvudorten (county seat) är New Ulm. Andra städer är bland annat Springfield, Sleepy Eye och Hanska. 

## Politik
Brown County röstar i regel republikanskt. I samtliga presidentval sedan valet 1964 har en majoritet röstat för den republikanska kandidaten. I valet 2016 var siffrorna 63,2 procent för republikanernas kandidat mot 27,3 för demokraternas kandidat. Endast i åtta presidentval har demokraternas kandidat vunnit countyt (valen 1892, 1908, 1912, 1928, 1932, 1936, 1964).

## Geografi
Enligt United States Census Bureau så har countyt en total area på 1 602 km². 1 582 km² av den arean är land och 20 km² är vatten. 

### Angränsande countyn
- Nicollet County - nordost
- Blue Earth County - sydost
- Watonwan County - syd
- Cottonwood County - sydväst
- Redwood County - väst
- Renville County - nordväst